# Nova Cinema
Nova Cinema je česká neplacená komerční televizní stanice, patřící k Nova Group, která je zaměřena na zahraniční produkci filmů, seriálů, reality show a filmově zaměřených pořadů. Stanice začala vysílat 1. prosince 2007 a licenci na její vysílání vlastní společnost TV Nova s.r.o., která spadá pod zahraniční společnost CME. Dne 4. února 2017 dostala stanice nové logo, upoutávky, některé další stanice skupiny Nova byly přejmenovány.
Inspirací pro vznik stanice byla rumunská televize Pro Cinema, která taktéž patří k CME. Televize sídlí, stejně jako TV Nova, na pražském Barrandově.

## Historie

### První přípravy
Přípravy filmového kanálu údajně začaly již za působení Petra Chajdy na Nově, který měl vedení navrhnout tři nové tematické kanály. Jeden lifestylový, další zaměřený na motorismus a třetí právě na filmy. Již dříve si totiž TV Nova zaregistrovala názvy nových plánovaných kanálu — Nova seriál, Nova film, Nova sport a Nova news. Návrhy však neměl přijmout nejvyšší šéf Adrian Sârbu, na což Petr Chajda ukončil své působení na Nově. Vedení Novy v čele s Petrem Dvořákem však přípravy vyloučilo. Oficiální přípravy začaly na jaře 2006, kdy se začalo na filmovém kanálu pracovat. V únoru už například začal Petr Dvořák vyjednávat s některými kabelovými operátory o zařazení nového filmového kanálu do nabídek. Již od začátku bylo jasné, že se Nova zaměří na vybudování nového filmového kanálu s filmy a seriály ze zahraničí.

### Získání licence a rozsah vysílání
Při získávání licence se vyskytly problémy, kdy Nova uvedla, že nesplní limit pro vysílání evropských děl. Licence však byla na konci října CET 21 udělena. Později bylo také řečeno, že Nova Cinema nenabídne skoro žádnou vlastní tvorbu, ale spíše se program bude skládat ze zahraničních akvizicí. O tom, kdy se kanál spustí, se pochybovalo dlouho. V možnost přicházel prosinec 2007 a nebo březen 2008. Nakonec bylo oznámeno, že kanál zahájí své vysílání 1. prosince 2007 v 11.00 hodin dopoledne a že bude prozatím šířen pouze přes kabelové a IPTV rozvody a satelit. Zpočátku se program omezil na 13,5 hodiny denně, začínal v 11 hodin a končil po půlnoci. Dlouho se také mluvilo o tom, že by kanál přes satelit také vysílal v Chorvatsku s jinou jazykovou stopou. To však bylo později vyloučeno. Dne 19. listopadu 2007 také Nova Cinema spustila svůj oficiální web a do vysílání Novy byly zařazeny první spoty na propagaci. Ten stejný den bylo na tiskové konferenci řečeno, že bude Nova Cinema oddělovat barevně žánry, které zrovna vysílá, a že bude obsahovat reklamu.

### Začátky Novy Cinema
První vysílací den se nesl v reprízách již dávno odvysílaných filmů a seriálů na hlavním kanále Nova. První večer byl však doplněn o jeden premiérový film — Svět zítřka. V dubnu 2008 sledovalo Novu Cinema v průměru 26 tisíc diváků denně. Dne 21. září 2008 poprvé od svého startu Nova Cinema mění grafiku a nasazuje nové logo stanice. Od 15. prosince 2008 se začala Nova Cinema šířit v multiplexu 2 a stala se z ní další povinná stanice, která musí být zařazena do nejnižšího omezeného programového balíčku jako další povinný program vedle hlavního kanálu Novy. Od 22. prosince 2008 začala hlavní Nova vysílat mezi Televizními novinami a Sportovními novinami upoutávky na program Nova Cinema a Nova Sport. V červnu 2009 začala Nova Cinema vysílat 15 hodin denně. O letních prázdninách se poprvé na Nově Cinema objevily i zahraniční filmy s titulky.

### Současnost
Na jaře 2012 zavedla Nova Cinema označení „exclusive“ pro pořady, seriály a filmy, které se na kanále objevují v premiéře. V roce 2013 začala Nova Cinema vysílat 21–24 hodin denně. Dne 30. června 2013 prošla televizní stanice Nova Cinema dalším velkým re-designem, kdy představila zcela novou grafiku, nový web, který nově začal spolupracovat s FDb.cz, a více se zaměřila na filmy, k čemuž jí pomáhá nový slogan Žijeme filmem!.

## Nova Cinema HD
Od 3. května 2013 je Nova Cinema HD v nabídce digitální kabelové televize Vodafone. Od 25. ledna 2016 je k dispozici v platformě Skylink.

## Dostupnost
V pozemním digitálním vysílání začala Nova Cinema vysílat 15. prosince 2008 v multiplexu 2 Českých radiokomunikací, kde vysílal i hlavní program TV Nova. V DVB-T2 vysílá v multiplexu 23. Nova Cinema však vysílá všemi digitálními cestami, čili i v DVB-S, DVB-C a přes IPTV.